# Carl Johan Ljungberg
Carl Johan Lennart Ljungberg, född 16 mars 1949, är en svensk statsvetare, författare och opinionsbildare. 
År 1983 disputerade Ljungberg på en avhandling om Edmund Burke vid Catholic University of America, och har därefter skrivit ett flertal böcker om stats- och litteraturvetenskap. Han var projektsekreterare för "Medborgarna, politikerna och den offentliga sektorn" 1976–1978 hos Daniel Tarschys, projektansvarig hos Timbro, Näringslivets fond och City-universitetet 1984–1997, och för forskningsprogrammet "Den svenska socialstaten" med Hans L. Zetterberg 1993–1997.
Bland hans skrifter märks flera böcker om Edmund Burke, biografer över Sven Fagerberg och Gunnar Unger samt bidrag till socialstatens karaktäristik och problem.